# Саут-Пасадена (Флорида)
Саут-Пасадена (англ. South Pasadena) — місто (англ. city) в США, в окрузі Пінеллас штату Флорида. Населення — 5353 особи (2020).

## Географія
Саут-Пасадена розташований за координатами 27°45′11″ пн. ш. 82°44′21″ зх. д. / 27.75306° пн. ш. 82.73917° зх. д. (27.752939, -82.739272).  За даними Бюро перепису населення США в 2010 році місто мало площу 2,98 км², з яких 1,57 км² — суходіл та 1,41 км² — водойми.

## Демографія
Згідно з переписом 2010 року, у місті мешкали 4964 особи в 3233 домогосподарствах у складі 1057 родин. Густота населення становила 1666 осіб/км².  Було 4406 помешкань (1478/км²).
Расовий склад населення:
| - 95,8 % — білих - 1,8 % — чорних або афроамериканців - 1,1 % — азіатів - 0,1 % — корінних американців |

До двох чи більше рас належало 0,6 %. Частка іспаномовних становила 3,2 % від усіх жителів.
За віковим діапазоном населення розподілялося таким чином: 3,9 % — особи молодші 18 років, 37,7 % — особи у віці 18—64 років, 58,4 % — особи у віці 65 років та старші. Медіана віку мешканця становила 68,5 року. На 100 осіб жіночої статі у місті припадало 69,8 чоловіків;  на 100 жінок у віці від 18 років та старших — 69,4 чоловіків також старших 18 років.
Середній дохід на одне домашнє господарство  становив 48 064 долари США (медіана — 33 789), а середній дохід на одну сім'ю — 73 999 доларів (медіана — 60 541). За межею бідності перебувало 10,9 % осіб, у тому числі 0,0 % дітей у віці до 18 років та 7,3 % осіб у віці 65 років та старших.
Цивільне працевлаштоване населення становило 1161 особа. Основні галузі зайнятості: освіта, охорона здоров'я та соціальна допомога — 30,7 %, науковці, спеціалісти, менеджери — 14,0 %, роздрібна торгівля — 11,9 %, мистецтво, розваги та відпочинок — 10,3 %.